# Geneeskundige Hulpverleningsorganisatie in de Regio
De Geneeskundige Hulpverleningsorganisatie in de Regio (GHOR) is een Nederlandse overheidsorganisatie verantwoordelijk voor de geneeskundige hulpverlening bij zware ongevallen, rampen en crisissen. Naast brandweer, politie en gemeente is de GHOR een van de 'hulpverleningskolommen' (ook wel de ‘witte kolom’ genoemd) van de rampenbestrijding. De GHOR maakt deel uit van een veiligheidsregio.
Anders dan politie, brandweer en ambulancediensten is de GHOR geen hulpdienst. De GHOR is een organisatie die ervoor moet zorgen dat bij grote ongevallen en rampen, de verschillende organisaties die zich met geneeskundige hulpverlening bezighouden (Regionale Ambulance Voorziening, ziekenhuizen, huisartsen, GGD, ggz) samen één hulpverleningsketen vormen.
De organisatie heette eerder "Geneeskundige Hulpverlening bij Ongevallen en Rampen", eveneens afgekort GHOR.

## Operationele GHOR
Bij een ramp, crisis of zwaar ongeval komt de 'warme organisatie' in actie. Dit houdt in dat er een leiding- en coördinatiestructuur over de geneeskundige hulpverlening wordt gelegd met leidinggevenden die er in de dagelijkse zorg niet zijn. Dit zijn bijvoorbeeld de Officier van Dienst Geneeskundig, de Algemeen Commandant Geneeskundige Zorg en het Hoofd Informatie Geneeskundige Zorg. De hoogste ambtenaar binnen de GHOR is de Directeur Publieke Gezondheid, deze is ook de directeur van de GGD en is tevens lid van de directie van de veiligheidsregio. Deze ambtenaar is de hoogst leidinggevende binnen zowel de koude als de warme GHOR-organisatie.
Uitgangspunt van de GHOR is, dat iedereen datgene blijft doen wat hij normaal gesproken ook doet. Ziekenhuizen blijven dus gewonden opnemen en behandelen, huisartsen blijven huisartsenzorg verlenen. Het bijzondere zit hem met name in het aantal patiënten dat men ineens te verwerken krijgt en in de intensievere samenwerking met andere zorginstellingen en met politie, brandweer en gemeente. De taak van de GHOR-leidinggevende is met name om deze samenwerking goed te laten verlopen. Bij grotere incidenten kan de GHOR opschalen. Er kan ook een Mobiel Medisch Team ter plaatse worden gestuurd. Indien er meer ambulances nodig zijn dan in de regio beschikbaar zijn, kan een beroep gedaan worden op de ambulance van andere regio's.
Het gaat om de uitvoering van twee hoofdprocessen en deelprocessen.
1. Acute gezondheidszorg
  - Triage
  - Behandeling
  - Vervoer
2. Publieke gezondheidszorg
  - Psychosociale Hulpverlening
  - Gezondheidsonderzoek na rampen
  - Medische milieukunde
  - Infectieziektebestrijding

## Voorbereiden
Als er geen ramp of zwaar ongeval is, houdt het GHOR-bureau zich bezig met het organiseren van oefeningen, het samen met crisispartners opstellen van rampbestrijdingsplannen, incidentbestrijdingsplannen enzovoort. Ook wordt de GHOR betrokken bij het beoordelen van de gevolgen voor de geneeskundige hulpverlening als het gaat om nieuwe plannen in de fysieke leefomgeving. Dit alles wordt ook wel de 'koude organisatie' genoemd. Daarnaast adviseert de GHOR samen met de brandweer en vaak ook de politie de gemeenten over de preventief geneeskundige voorwaarden bij (grootschalige) evenementen.

## Indeling van GHOR-regio's in Nederland
Indeling van GHOR-regio's per 2013. De grenzen komen overeen met die van de veiligheidsregio's.
Het landelijk samenwerkingsverband van de 25 GHOR-bureaus is in 2014 samengegaan met de landelijke koepel van GGD's tot de vereniging GGD GHOR Nederland (Publieke Gezondheid en Veiligheid Nederland).